# Дерево Свободи

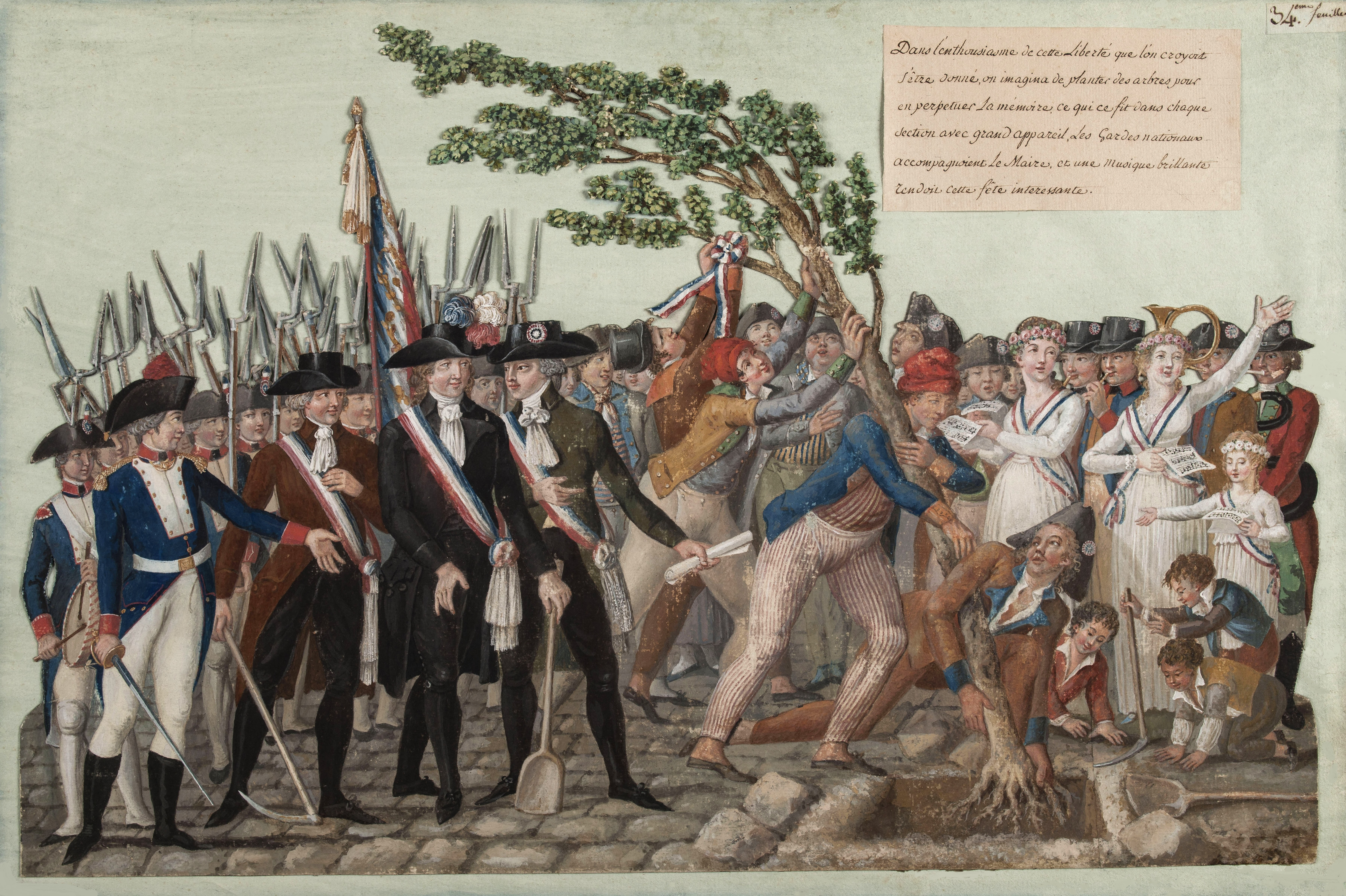
«Садять дерево Свободи», 1790 рік, тогочасна картина.

Де́рево Свобо́ди (фр. Arbre de la liberté, нім. Freiheitsbaum) — революційний символ.
Веде своє походження від поширеного у багатьох європейських народів звичаю зустрічати прихід весни, а також великих свят насадженням зелених дерев (травневі дерева). Символічний сенс свободи дерево вперше отримало під час американської війни за незалежність, на початку якої жителі Бостона збиралися під подібним деревом для нарад. 
Дерево свободи  — розповсюджений і популярний символ Великої французької революції 1789–1793 років.

## Історія
- В феодальній Франції виникла і набула поширення селянська традиція вкопувати в землю травневе дерево. Воно слугувало запорукою родючості ниви, успіху, майбутніх радощів. Якщо дерева не було, могли вкопати звичний стовп, що і слугував черговою запорукою чи майським деревом. Про народний звичай згадали в революційній франції і травневе дерево отримало назву «Дерево Свободи».

- Дерево — це один з історичних символів Франції. На наступний рік після Великої французької революції, навесні 1790 року в одному з сіл в долині Рони селяни посадили «травневе дерево», яке отримало назву Дерево Свободи. Ця традиція набула поширення у всій Франції, і стала обов'язковим атрибутом більшості офіційних церемоній.[1].

- Жодне революційне свято не обходилось без висадження Дерева Свободи або урочистостей навколо нього. Гілки дерева прикрашали кокардами, фригійськими капелюшками (ще одним символом вибороної свободи від королівської влади), прапорами, триколірними стрічками. Серед оздоб Дерева Свободи — і копії Декларації прав людини.

- Зображення Дерева Свободи використано і як один з водяних знаків на папері доби французької революції.
- Зображення Дерева Свободи перенесене на монету в два євро.